# Cornelis Rogaar Snellebrand
Cornelis Rogaar Snellebrand jr (Amsterdam, 19 mei 1816 - aldaar, 1 april 1844) was een Nederlands kunst- portret- en genreschilder, tekenaar en kopiist.

## Levensloop

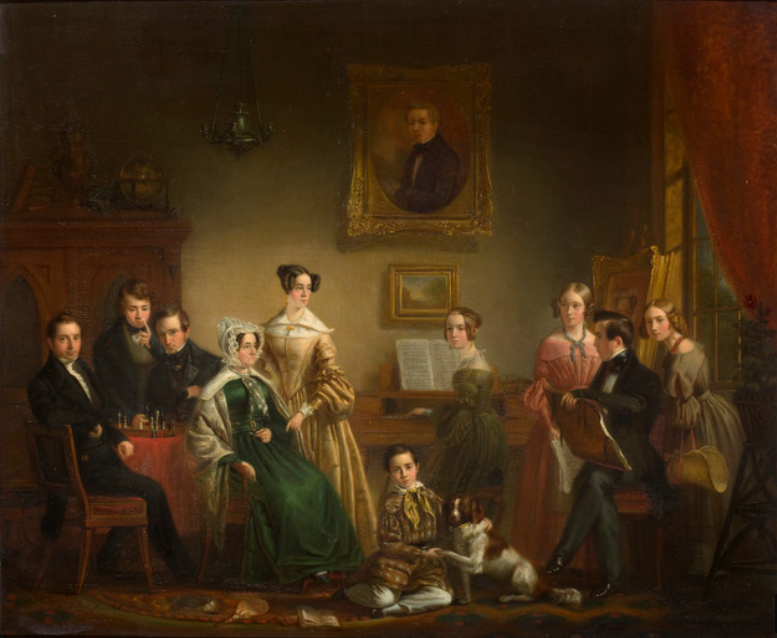
Zelfportret met familie (1838) in hun woning aan een van de Amsterdamse grachten. v.l.n.r. Cornelis Rogaar, Wilhelm Cornelis, Isaac Jacobus Johannes, Sara Wilhelmina, Alida Cornelia, Jan Antonie, Sara Wilhelmina jr, Anna Elisabeth, Cornelis Rogaar jr, Louise Jeanette. Portret aan de wand: Pieter

Snellebrand is in 1816 geboren als de vierde kind van Cornelis Rogaar Snellebrand Sr (1790 - 1840), een korenfactor, en Sara Wilhelmina de Jongh (1783-1858). Het gezin waarin hij opgroeide, bestond uiteindelijk uit negen kinderen: Pieter (1811-1833), Isaac Jacobus Johannes (1812-1866), Alida Cornelia (1814-1885), Cornelis Rogaar jr, Wilhelm Cornelis (1818-1841), Sara Wilhelmina jr (1820-1861), Anna Elisabeth (1821-?), Louise Jeanette (1824-1860), Jan Antonie (1827-1886).
Snellebrand was leerling van Jan Adam Kruseman aan de Amsterdamse kunstacademie.
In 1837 maakte hij een kunstreis door Frankrijk.
Snellebrand overleed in 1844 op zevenentwintigjarige leeftijd zonder gehuwd te zijn geweest.

## Oeuvre
- Portret van Cornelis Rogaar Snellebrand (1790-1840), 1835[6]
- Portret van Sara Wilhelmina de Jongh (1783-1858), 1835[7]
- Zelfportret, ca. 1835-1844[8]
- Portret van Marie Marguérite Andréette Hissink (1837-1862), 1837[9]
- Zelfportret met familie (1838)[1]
- Portret van Louis Armand Hissink (1812-1902), 1839[10]
- Portret van Alida Cornelia Snellebrand (1839)[11]
- Zelfportret, 1839[12]
- Portret van Johannes Gottlieb Jäger (1829-1884), 1840?[13]
- Portret van Isaac Johannes Jacobus Snellebrand (1812-1866), ca. 1840[14]
- Portret van Alida Wittig (1800-1861), ca. 1840[15]
- Portret van Christiaan Jäger (1798-1844), 1840?[16]
- Portret van Johannes Gottlieb Jäger (1829-1884), 1840[17]
- Portret van Andries Hissink (1779-1847) en waarschijnlijk Cornelis Wilhelm Hissink (1839-1912), 1840 of later[18]
- Portret van Isaac Johannes Jacobus Snellebrand (1812-1866), ca. 1840 of later[19]
- Portret van mogelijk Jan Antonie Snellebrand (1827-1886), 184[.][20]
- Portret van waarschijnlijk Wilhelm Cornelis Snellebrand (1818-1841), 1842[21]

## Erevermelding
- 1836?: Zilveren medaille en getuigschrift, voor "zomerwerkzaamheden".[22][23]

## Lidmaatschap
- Kunstbevorderend Genootschap V.W., Amsterdam[2]

- Biografisch Portaal: 11703595
- Digitale Bibliotheek voor de Nederlandse Letteren: snel021
- International Standard Name Identifier: 0000 0003 9283 280X
- Nederlandse Thesaurus van Auteursnamen: 069968462
- RKD-Nederlands Instituut voor Kunstgeschiedenis: 67687
- Virtual International Authority File: 286986636
- WorldCat: E39PBJyxpQxkWv6VdgRhFktkDq